# 1449
- Wikisource

| Calendário gregoriano                                                        | 1449 MCDXLIX                                         |
| Ab urbe condita                                                              | 2202                                                 |
| Calendário arménio                                                           | 898 – 899                                            |
| Calendário bahá'í                                                            | -395 – -394                                          |
| Calendário budista                                                           | 1993                                                 |
| Calendário chinês                                                            | 4145 – 4146 Início a 25 de janeiro (aproximadamente) |
| Calendário copta                                                             | 1165 – 1166                                          |
| Calendário etíope                                                            | 1441 – 1442                                          |
| Calendários hindus - Vikram Samvat - Calendário nacional indiano - Cáli Iuga | 1504 – 1505 1370 – 1371 4549 – 4550                  |
| Calendário Holoceno                                                          | 11449                                                |
| Calendário islâmico                                                          | 853 – 854                                            |
| Calendário judaico                                                           | 5209 – 5210                                          |
| Calendário persa                                                             | 827 – 828                                            |
| Calendário rúnico                                                            | 1699                                                 |
| Calendário solar tailandês                                                   | 1992                                                 |

1449 (MCDXLIX, na numeração romana) foi um ano comum do século XV do Calendário Juliano, da Era de Cristo, e a sua letra dominical foi E (52 semanas), teve início a uma quarta-feira, terminou também a uma quarta-feira.
| Ano completo                        |
| ----------------------------------- |
| Ano comum com início à quarta-feira |

## Eventos
- 6 de janeiro – Constantino XI Paleólogo  é coroado imperador do Império Bizantino (seria o último).
- 20 de maio - Batalha de Alfarrobeira que confrontou D. Afonso V com o infante D. Pedro.
- 10 de junho - Carta Régia confirma a autorização concedida em 1439 ao Infante D. Henrique para o povoamento das ilhas dos Açores.
- Outubro - Passada uma carta de castigo em que D. Afonso V retira as honras e mercês, anteriormente atribuídas pelo Reino de Portugal, e que dá instruções para confiscar os bens de todos aqueles que estiveram ao lado do infante D. Pedro.
- Confirmação de D. Afonso V da doação feita por D. Duarte ao Infante D. Henrique da ilha da Madeira.
- A Inglaterra perde o controle do Ducado da Aquitânia, que é integrado na coroa francesa.
- D. Afonso V estabeleceu em Portugal a 1ª Unidade de Artilharia e o cargo de Provedor Mor da Artilharia

## Nascimentos
- 1 de janeiro - Lorenzo de Medici, estadista italiano (m. 1492)
- 21 de outubro - George, Duque de Clarence (m. 1478)

## Mortes
- 19 de fevereiro - Leonor de Aragão, rainha consorte de D. Duarte de Portugal e regente em nome de D. Afonso V (n. 1402).
- 20 de maio
  - D. Pedro, Duque de Coimbra, na batalha de Alfarrobeira.
  - D. Álvaro Vaz de Almada, conde de Avranches, na batalha de Alfarrobeira.
  - Diogo Gonçalves de Travassos, na batalha de Alfarrobeira.
- 27 de outubro - Ulugue Begue, sultão, matemático e astrônomo persa.